# Southern Methodist University

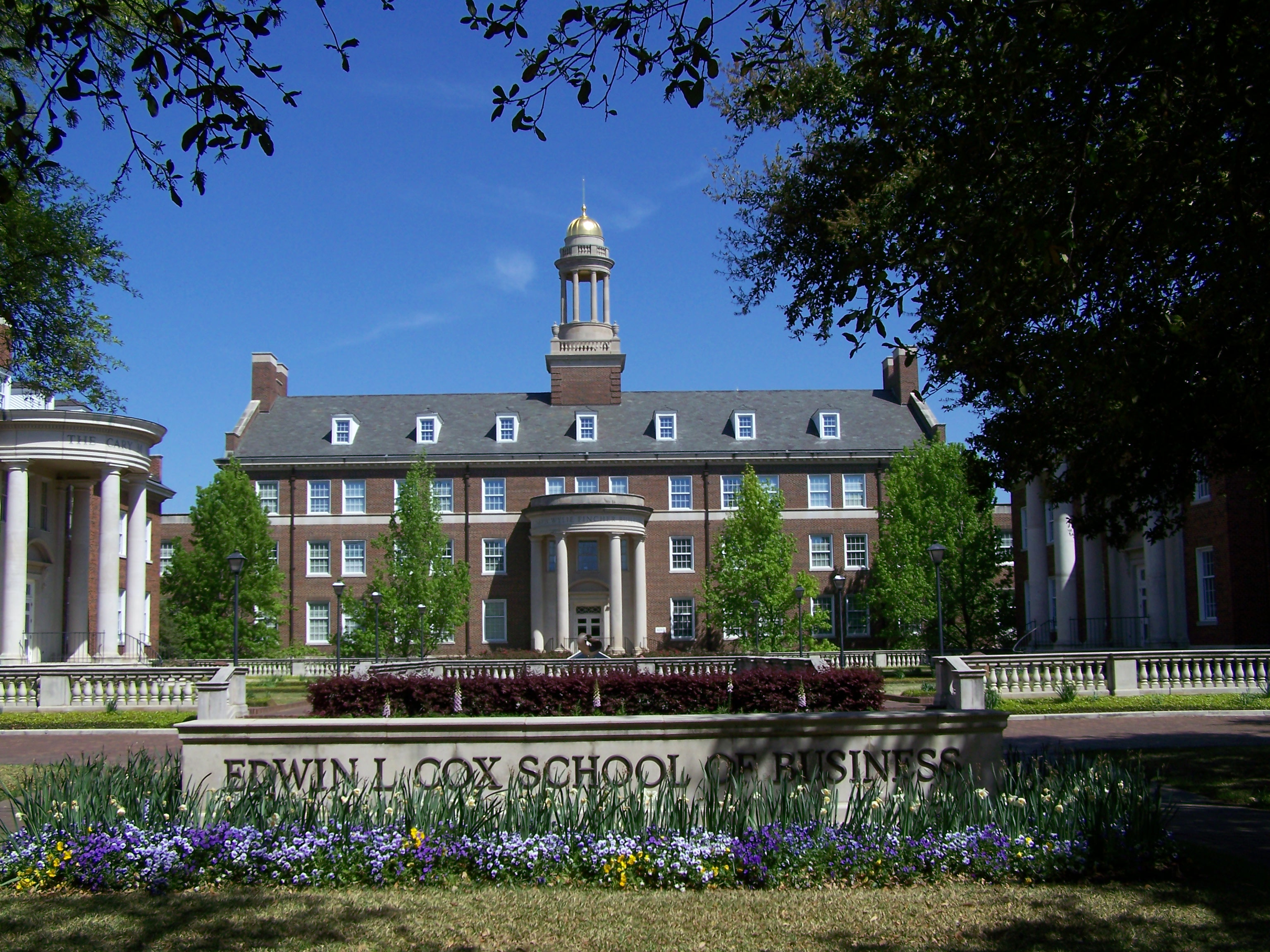
Cox School of Business

Southern Methodist University (krátce také SMU) je soukromá vysoká škola v University Park v Texasu (enkláva Dallasu). Univerzita byla založena v roce 1911, je zde zapsáno přes 10 000 studentů. SMU patří k Evangelické církvi metodistické, ale jen 25% studentů přísluší k této církvi. Škola je obzvláště známa pro svůj výzkum a výuku v oborech právo a ekonomie.
Univerzitní Meadows Museum přechovává největší a nejkvalitnější sbírku španělského malířství mimo Španělsko.

## Sport
Sportovní týmy školy se nazývají Mustangs.

## Významné osobnosti
- Kajsa Bergqvist – švédská atletka
- Laura Bushová – bývalá první dáma USA
- James Cronin – nositel Nobelovy ceny za fyziku, 1980
- Lauren Graham – americká herečka
- Martina Moravcová – slovenská plavkyně
- Sarah Jane Morris – americká filmová, televizní a divadelní herečka
- Wolfgang Rübsam – německý varhaník žijící v USA
- Aaron Spelling – americký filmový a televizní producent
- Candice Patton – americká herečka